# La Borde
La Borde é uma clínica psiquiátrica fundada em 1953, situada próximo à comuna de Cour-Cheverny, no Vale do Loire, na França. Ainda em funcionamento, La Borde é considerada a clínica modelo no campo da psicoterapia institucional, de modo que todos os membros participam ativamente na gestão do estabelecimento, tanto os "pacientes" como a equipe médica e os demais funcionários.

## História
A clínica foi fundada pelo psiquiatra e psicanalista Jean Oury, que já havia trabalhado no campo da psicoterapia experimental no Hospital Psiquiátrico de Saint-Alban. A prática psiquiátrica da La Borde se baseou também em ideias do psiquiatra alemão Hermann Simon, que defendia a necessidade de cuidar tanto do estabelecimento como também de cada cidadão neste presente, devolvendo-lhe suas iniciativas próprias e responsabilidades, além da necessidade de promover eventos socioeducativos em que estes possam trabalhar e expressar aspectos de suas multiplicidades e criatividade. Ao momento em que foi fundada por Oury, a prática clínica de La Borde foi estabelecida em torno de três princípios: no centralismo democrático, uma divisão do trabalho rotativa e na aversão à burocracia.
Na década de 1950, o psicanalista Félix Guattari trabalhou em La Borde, desenvolvendo suas práticas e modelos psicanalíticos. Guattari, em conjunto com Oury, fundou um grupo de pesquisa sobre aspectos práticos e teóricos da esquizoanálise. Posteriormente, o modelo foi aplicado na clínica de La Borde, e tal experiência contribuiu vastamente para a elaboração do livro O anti-Édipo (1972), escrito por Guattari em conjunto com o filósofo Gilles Deleuze.
Entre os vários aspectos da La Borde está sua tradição anual na qual os pacientes e a equipe médica trabalham juntos na encenação de peças  teatrais. O cineasta francês Nicolas Philibert filmou um documentário em La Borde, intitulado La Moindre des choses, lançado em 1997. Neste documentário, retrata-se a encenação da peça Operette, do dramaturgo polaco Witold Gombrowicz.